# Annie Mercier
Pour les articles homonymes, voir Mercier.
Annie Mercier est une actrice française.

## Théâtre
- 1973 : Histoire aux cheveux rouges de Maurice Yendt, mise en scène Michel Dieuaide et de l'auteur, Théâtre du Huitième
- 1982 : Le Sang chaud de la terre de Christophe Huysman, mise en scène Robert Cantarella & Philippe Minyana
- 1986 : Des aveugles d’Hervé Guibert, mise en scène Philippe Adrien
- 1987 : Le Fils de Christian Rullier, mise en scène François Rancillac, La Cigale
- 1988 : Cami, drames de la vie courante d'après Pierre Henri Cami, mise en scène Philippe Adrien
- 1990 : Cami, drames de la vie courante d'après Pierre Henri Cami, mise en scène Philippe Adrien, Théâtre national de Strasbourg, Nouveau théâtre d'Angers
- 1990 : L'Annonce faite à Marie de Paul Claudel, mise en scène Philippe Adrien
- 1991 : La Société de chasse de Thomas Bernhard, mise en scène Jean-Louis Thamin, Théâtre de l'Atelier
- 1993 : La Tranche de Jean-Daniel Magnin, mise en scène Philippe Adrien, Théâtre des Halles—Festival d'Avignon
- 1994 : Les Libertins de Roger Planchon, mise en scène de l'auteur
- 1995, 1996 : La Visite de la vieille dame de Friedrich Dürrenmatt, mise en scène Régis Santon, Théâtre des Célestins, Théâtre du Palais Royal
- 1996 : Hamlet de William Shakespeare, mise en scène Philippe Adrien
- 1998 : Vie de Myriam C. de François Bon, mise en scène Charles Tordjman, Théâtre de la Manufacture
- 1999 : Vie de Myriam C. de François Bon, mise en scène Charles Tordjman, Théâtre national de la Colline
- 1999 : Excédent de poids, insignifiant : amorphe de Werner Schwab, mise en scène Philippe Adrien, Théâtre de la Tempête
- 2000 : Abîme aujourd'hui la ville de François Bon, mise en scène Claude Baqué, Théâtre du Chien Qui Fume Festival d'Avignon off
- 2001 : Légendes de la forêt viennoise d'Ödön von Horváth, mise en scène Laurent Gutmann, Théâtre de la Cité internationale, Théâtre national de Strasbourg
- 2002 : Hugo, Les Tables tournantes de Jean-Marie Galey, mise en scène de l'auteur, Théâtre Molière
- 2003 : Nouvelles du Plateau S. d'Oriza Hirata, mise en scène Laurent Gutmann, Théâtre national de Strasbourg
- 2004 : Titanica de Sébastien Harrisson, mise en scène Claude Duparfait, Théâtre national de Strasbourg, Théâtre de la Commune
- 2005 : Laisse-moi te dire une chose de Rémi de Vos, mise en scène Stéphane Fiévet, Théâtre Mouffetard
- 2006 : Nous, les héros de Jean-Luc Lagarce, mise en scène Guillaume Vincent, CADO, Théâtre national de Strasbourg
- 2006 : Getting attention de Martin Crimp, mise en scène Christophe Rauck, Théâtre Vidy-Lausanne, Théâtre des Abbesses
- 2007 : Le Suicidé de Nikolaï Erdman, mise en scène Anouch Paré, Théâtre de l'Athénée-Louis-Jouvet
- 2007 : Chants d'Adieu d'Oriza Hirata, mise en scène Laurent Gutmann, Centre dramatique régional de Thionville-Lorraine, Théâtre de l'Est parisien
- 2008 : Tartuffe de Molière, mise en scène Stéphane Braunschweig, Théâtre national de Strasbourg, Odéon-Théâtre de l'Europe, Théâtre du Nord
- 2009 : Stabat mater d'Antonio Tarantino, mise en scène Éric-Gaston Lorvoire, Théâtre des Halles—Festival d'Avignon off
- 2009 : Rosmersholm d'Henrik Ibsen, mise en scène Stéphane Braunschweig, Théâtre national de la Colline
- 2009 : Une maison de poupée d'Henrik Ibsen, mise en scène Stéphane Braunschweig, Théâtre national de la Colline
- 2010 : Une maison de poupée d'Henrik Ibsen, mise en scène Stéphane Braunschweig, Théâtre national de Bretagne, Comédie de Reims
- 2010 : Stabat mater d'Antonio Tarantino, mise en scène Éric-Gaston Lorvoire, Théâtre du Lucernaire
- 2010 : Les Acteurs de bonne foi de Marivaux, mise en scène Jean-Pierre Vincent, Théâtre Nanterre-Amandiers, Théâtre Dijon-Bourgogne, Théâtre national de Strasbourg
- 2011 : Les Acteurs de bonne foi de Marivaux, mise en scène Jean-Pierre Vincent, Théâtre des Célestins, Comédie de Reims, TNBA, Théâtre national de Bretagne, tournée
- 2011 : Absinthe de Pierre-Yves Chapalain, mise en scène de l'auteur, Théâtre de la Bastille, Voix de la grand-mère
- 2011 : Je disparais d'Arne Lygre, mise en scène Stéphane Braunschweig, Théâtre national de la Colline
- 2012 : Des arbres à abattre d'après Thomas Bernhard, mise en scène Claude Duparfait et Célie Pauthe, Théâtre national de la Colline
- 2012 : Nouveau roman de Christophe Honoré, mise en scène de l'auteur, Festival d'Avignon, Théâtre national de la Colline
- 2013 : Par les villages, de Peter Handke, mis en scène par Stanislas Nordey, Festival d'Avignon, Théâtre national de la Colline
- 2013 : Des arbres à abattre, d'après Thomas Bernhard, mise en scène Claude Duparfait et Célie Pauthe, Théâtre national de la Colline
- 2014-2015 : Un été à Osage County de Tracy Letts, mise en scène Dominique Pitoiset, Centre culturel de Bonlieu, Théâtre Dijon-Bourgogne, tournée
- 2017 : Le froid augmente avec la clarté, d'après Thomas Bernhard, mise en scène Claude Duparfait, Théâtre national de Strasbourg, Théâtre national de la Colline
- 2017 : Fin de l'histoire d'après Witold Gombrowicz, mise en scène Christophe Honoré, Théâtre de Lorient, tournée
- 2018 : Thyeste de Sénèque, mise en scène de Thomas Jolly, Festival d'Avignon, Grande halle de la Villette, tournée
- 2021 : Berlin mon garçon de Marie NDiaye, mise en scène Stanislas Nordey, Odéon Théâtre de l'Europe[1]
- 2023 : Une mort dans la famille d'Alexander Zeldin, mise en scène de l'auteur, Odéon Théâtre de l'Europe - Ateliers Berthier
- 2023 : L'Éden cinéma de Marguerite Duras, mise en scène Christine Letailleur, Théâtre national de Strasbourg
- 2023 : Départ volontaire de Rémi De Vos, mise en scène Christophe Rauck, Théâtre du Nord, Théâtre du Rond-Point
- 2023 : Comme tu me veux de Luigi Pirandello, mise en scène Stéphane Braunschweig, Odéon Théâtre de l'Europe
- 2024 : Absolon, Absolon ! de William Faulkner, mise en scène Séverine Chavrier, Festival d'Avignon
- 2025 : Le Mariage de Figaro de Pierre-Augustin Caron de Beaumarchais, mise en scène Léna Bréban, La Scala Provence et Paris

## Filmographie

### Cinéma

#### Longs métrages
- 1977 : Le Passé simple de Michel Drach
- 1978 : La Chanson de Roland de Frank Cassenti
- 1987 : Le Testament d'un poète juif assassiné de Frank Cassenti
- 1987 : Les Deux Crocodiles de Joël Séria : La femme du fermier
- 1988 : Fréquence meurtre d'Élisabeth Rappeneau : Madame Frémont
- 1988 : Les Années sandwiches de Pierre Boutron
- 1995 : Tom est tout seul de Fabien Onteniente
- 2000 : Merci pour le geste de Claude Faraldo : Geneviève
- 2000 : La Vie moderne de Laurence Ferreira-Barbosa : Eliane
- 2001 : Betty Fisher et autres histoires de Claude Miller : Jacqueline
- 2001 : La Chambre des officiers de François Dupeyron : Madame Brothel
- 2002 : Le Frère du guerrier de Pierre Jolivet : La femme Castelet
- 2003 : Une affaire qui roule de Eric Véniard : La mère de Jean-Jacques
- 2004 : Le Rôle de sa vie de François Favrat : Nicole Becker
- 2005 : Le Démon de midi de Marie-Pascale Osterrieth : La grand-mère d'Anne
- 2006 : À la recherche de Kafka de Jorge Amat
- 2008 : Plus tard tu comprendras de Amos Gitaï
- 2011 : Les Femmes du 6e étage de Philippe Le Guay : Madame Triboulet
- 2013 : Alceste à bicyclette de Philippe Le Guay : Tamara
- 2013 : Malavita de Luc Besson : Mme Arnaud
- 2014 : On a failli être amies d'Anne Le Ny : Jackie
- 2014 : L'Affaire SK1 de Frédéric Tellier : Jeanne Morin
- 2016 : Les Malheurs de Sophie de Christophe Honoré : Marianne
- 2017 : Rock'n Roll  de Guillaume Canet : la Directrice de casting
- 2018 : Vaurien de Mehdi Senoussi : Josiane
- 2018 : Voyez comme on danse de Michel Blanc : Madame Andrée
- 2018 : Sauver ou périr de Frédéric Tellier : Annie, la SDF
- 2019 : Le Mystère Henri Pick de Rémi Besançon : Bénédicte Le Floch
- 2020 : Qu'un sang impur... d'Abdel Raouf Dafri : Madame Delignières
- 2020 : La Fille au bracelet de Stéphane Demoustier : l'avocate de Lise
- 2021 : Tout s'est bien passé de François Ozon : la directrice de la clinique
- 2021 : La Pièce rapportée d'Antonin Peretjatko : la marchande de glaces
- 2021 : Les Amours d'Anaïs de Charline Bourgeois-Tacquet : Odile
- 2023 : Magnificat de Virginie Sauveur : Agathe Marsac
- 2023 : Wahou ! de Bruno Podalydès : la mère de Clotilde
- 2023 : Le Consentement de Vanessa Filho : la médecin en hôpital psychiatrique
- 2024 : Les Femmes au balcon de Noémie Merlant : la voisine
- 2024 : Monsieur Aznavour de Grand Corps Malade et Mehdi Idir : Une tenancière de cabaret
- 2024 : Louise Violet d'Éric Besnard : Marthe
- 2024 : Ollie d'Antoine Besse
- 2025 : Vie privée de Rebecca Zlotowski
- 2025 : Miss Mermaid de Pauline Brunner et Marion Verle : Paupiette

#### Courts métrages
- 1988 : L'Ecumeur des mers de Anne-Isabelle Estrada
- 1988 : New York 1935 de Michèle Ferrand-Lafaye : La mère
- 1995 : Biouel de Sophie Langevin et Jacques Raybaut
- 1999 : Jacynthe, tu as un cul de feu ! de Philippe Lubliner : Jacynthe
- 2004 : Tout aura lieu sur fond de nuit de Gilles Perru
- 2005 : Bonbon au poivre de Marc Fitoussi : Mireille
- 2010 : Les Matrones de Steve Catieau

### Télévision
- 1990 : Un comédien dans un jeu de quilles d'Hervé Baslé (série)
- 1992 : Force de frappe, épisode Behind Bars de Linda Watt (série) : Sirma
- 1995 : La Vie de Marianne de Benoît Jacquot (téléfilm) : la patronne de l'auberge
- 1995-1997 : Baldi, épisodes Baldipata de Michel Lang et Baldi et la voleuse d'amour de Claude d'Anna (série) : Yvanka
- 1997 : Vérité oblige, épisode Ma fille cette inconnue de Claude-Michel Rome (série) :
- 2000 : Deux femmes à Paris de Caroline Huppert (téléfilm) :
- 2000 : La Juge Beaulieu de Joyce Buñuel (téléfilm) : la patronne de l'hôtel
- 2001 : PJ, épisode Inceste  de Benoît d'Aubert (série) : Madame André
- 2002-2003 : Père et maire épisodes Mariage à tout prix, Chippendales, Un mariage sans témoin (série) : Madame Cabri
- 2004 : Maigret, épisode Maigret et le clochard de Laurent Heynemann (série) : la patronne du bougnat
- 2009 : Boulevard du Palais, épisode Dîner froid de Christian Bonnet (série) : la grand-mère Baudoin
- 2009 : Les Tricheurs, épisode Les Témoins de Benoît d'Aubert (série) : Tante Greg
- 2011 : Goldman de Christophe Blanc (téléflim) : Simone Signoret
- 2011 : Braquo, saison 2 de Philippe Haïm et Éric Valette (série) : Madame Arifa
- 2012 : Un village français, saison 4 de Philippe Triboit et Patrice Martineau (série) : Edith
- 2012 : Chambre 327 de Benoît d'Aubert (mini série) : Mathilde Keller
- 2018 : Les Disparus de Valenciennes d'Elsa Bennett et Hippolyte Dard (téléfilm) : Jacqueline Devlaminck
- 2020 : Meurtres à... : Meurtres dans le Jura d'Éric Duret (série) : Marthe
- 2020 : Candice Renoir, saison 8, épisode 1 Comme chien et chat de Pascal Lahmani (série) : Madame Barutel
- 2020 : The Eddy de Jack Thorne, épisode 5 Maja de Laïla Marrakchi (série) : Bette
- 2022 : Irma Vep d'Olivier Assayas, épisode 2 (mini-série) : la mère de Philippe
- 2023 : Caro Nostra d'Antoine Besse (série) : Rosa Vigan
- 2024 : Le Daron de Frank Bellocq (série)

### Doublage
- 2019 : Les Extraordinaires mésaventures de la jeune fille de pierre de Gabriel Abrantes (court métrage) : la Victoire de Samothrace
- 2022 : Le Pharaon, le Sauvage et la Princesse : la mère régente (Pharaon !) et la première dame de compagnie (La Princesse des roses et le Prince des beignets) (création de voix)

## Distinctions

### Nominations
- Molières 2009 : nomination au Molière de la comédienne dans un second rôle pour Tartuffe : Dorine
- Molières 2019 : nomination au Molière de la comédienne dans un second rôle pour Thyeste